# 市村 (大分県)
市村（いちむら）は、大分県北海部郡にあった村。現在の大分市坂ノ市地区の一部にあたる。

## 地理
- 海洋：別府湾
- 河川：丹生川[3]、尾田川[4]

## 歴史
- 1889年（明治22年）4月1日、町村制の施行により、北海部郡市村、木田村が合併して村制施行し、市村が発足[2][3]。旧村名を継承した市、木田の2大字を編成[3]。
- 1907年（明治40年）7月1日、北海部郡佐賀村と合併し佐賀市村を新設して廃止された[2][3]。

### 地名の由来
物々交換の市として知られる臨済宗広徳山萬弘寺の門前市萬弘寺の市に由来。

## 産業
- 農業[3]

## 公共施設
- 大分区裁判所市出張所
- 市村郵便局[5]

郵便小線路（佐伯大分便）の継替所、および佐賀関との往復便の終端を担う通常郵便局。郵便区画（管轄区域）は1889年時点で市村,佐加村,小佐井村,丹生村（以上が現在の坂ノ市地区）の他、東大在村,西大在村,神馬木村,川添村も含まれていた。
- 阪野市郵便局 - 1893年（明治26年）4月1日改称。
- 阪野市郵便電信局 - 1899年（明治32年）12月1日改称。

- 貯金預所[10] - 1885年（明治18年）10月1日開設。
- 市村登記所 - 市村戸長役場内に設置[11][12]。

## 企業
- 大分銀行坂之市出張店[13][14]
- 大分共立貯金銀行坂之市出張所[13][15]

## 定期市
- 市村農具市場 - 4月18日 (旧暦),同19日[16]。

## 寺社
- 専行寺[17]